# Boulevard de Bonne-Nouvelle
Boulevard de Bonne-Nouvelle je bulvár v Paříži. Nachází se na hranici 2. a 10. obvodu. Ulice byla pojmenována podle kostela Notre-Dame-de-Bonne-Nouvelle (tj. Zvěstování Panny Marie).

## Poloha
Ulice je součástí tzv. velkých bulvárů (leží mezi bulváry Poissonnière a Saint-Denis). Vede od křižovatky s Rue Saint-Denis a Rue du Faubourg-Saint-Denis a končí na křižovatce s Rue Poissonnière a Rue du Faubourg-Poissonnière.

## Historie
Boulevard de Bonne-Nouvelle vznikl na místě městských hradeb Ludvíka XIII. Byl zřízen královským patentem z července 1676. V letech 1842–1843 proběhly rozsáhlé práce na vyrovnávání, dláždění, kanalizaci apod. Šířka ulice byla stanovena na 35 metrů.

## Významné stavby
- dům č. 28: Musée du Chocolat